# Steve Massiah
Steve J. Massiah (Georgetown, 21 de junho de 1979) é um jogador de críquete guianense, naturalizado americano.
Steve é jogador da Seleção de Críquete dos Estados Unidos e em 2011 foi acusado de fraude imobiliária de 50 milhões de dólares.